# 扉 (アルバム)
『扉』（とびら）は、エレファントカシマシの14枚目のオリジナル・アルバム。

## 内容
前作より8ヶ月ぶりの新作は熊谷昭を共同プロデューサーに迎えた。
本作制作過程の約3ヶ月に密着した是枝裕和によるドキュメンタリー映画「扉の向こう」が発表されCD EXTRAに映画劇場予告編映像を収録。

## 収録曲
全作詞・作曲：宮本浩次
全編曲：エレファントカシマシ
1. 歴史 (5:01)
2. 化ケモノ青年 (5:24)
  - 32ndシングル。
3. 地元の朝 (8:33)
4. 生きている証 (4:29)
  - 32ndシングルのカップリング曲。
5. 一万回目の旅のはじまり (4:32)
6. ディンドン (4:40)
7. 必ずつかまえろ (4:46)
8. 星くずの中のジパング (5:38)
9. イージー (5:50)
10. 傷だらけの夜明け (4:44)
11. パワー・イン・ザ・ワールド (4:55)